# Adam von Bistram

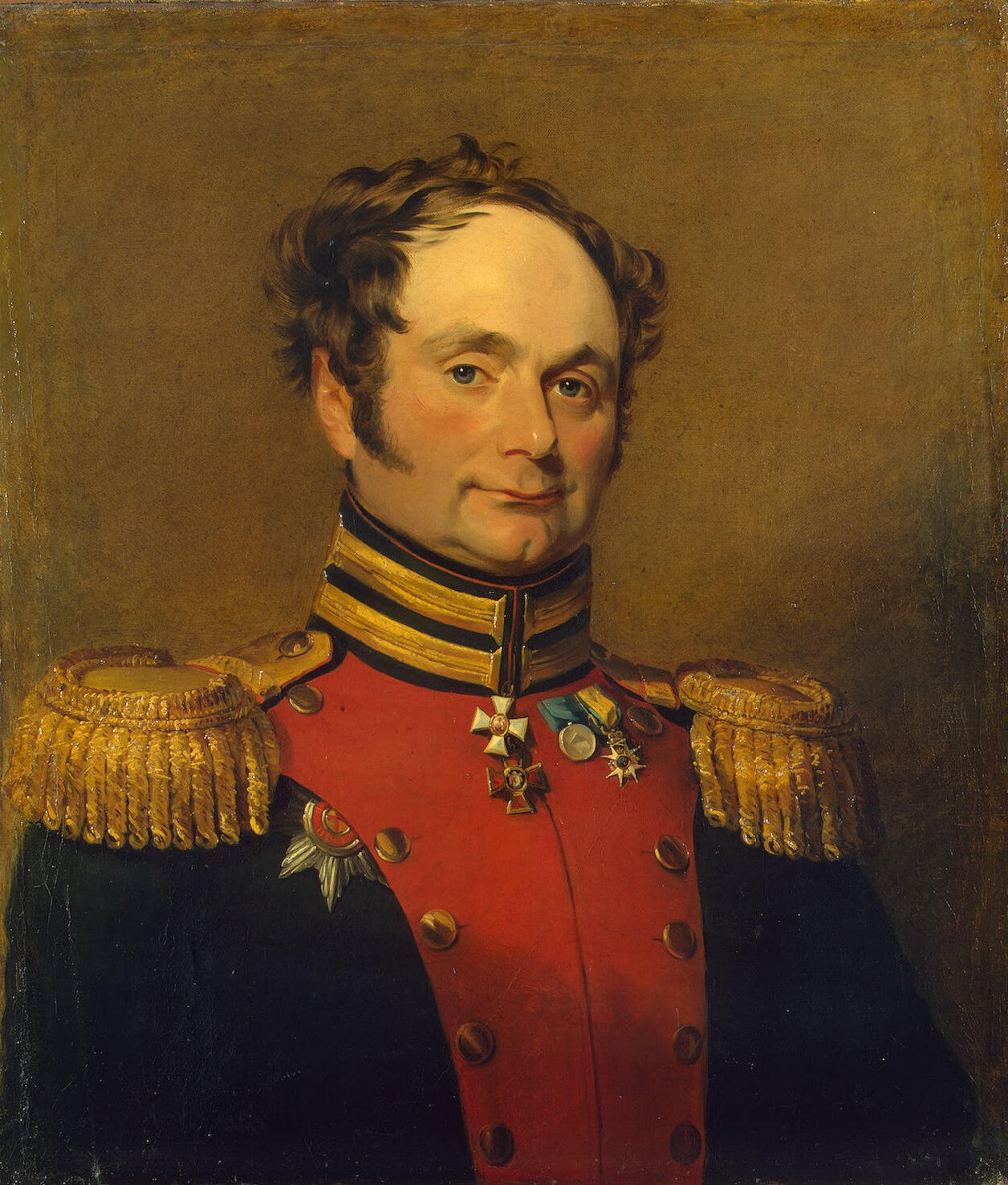
Adam von Bistram (um 1822), Porträt von George Dawe

Adam Otto Wilhelm von Bistram (russisch Адам Иванович Бистром; * 12. Oktoberjul. / 23. Oktober 1774greg. in Merjama; † 18. August 1825 in Dresden) war ein russischer Generalleutnant.

## Leben

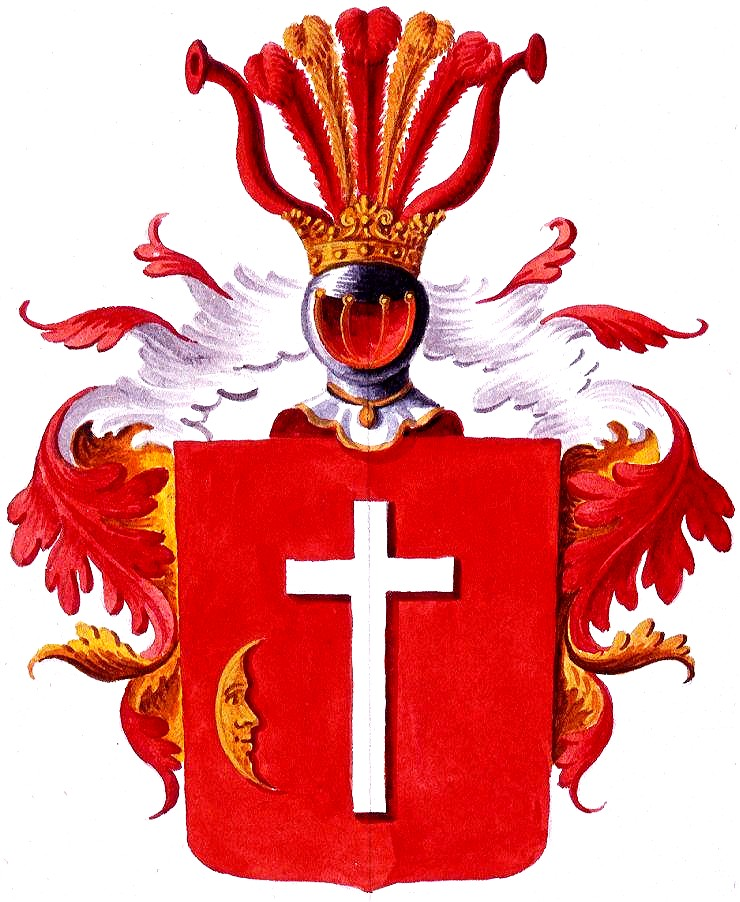
Wappen derer estländischen Linie derer von Bistram

Adam war Angehöriger des baltischen Adelsgeschlechts von Bistram. Seine Eltern waren der Erbherr auf den estländischen Gütern Merjama, Pedua sowie Luist und russische Generalmajor Hans von Bistram (* 1757) und Charlotte Helene, geborene Tiesenhausen aus dem Hause Alt Adlehn (* 1749). Er blieb ledig und verstarb, ohne Kinder zu hinterlassen. Sein Bruder Karl von Bistram (1779–1838) war russischer General der Infanterie.
Bistram trat bereits sehr jung ins Semjonow-Garde-Regiment der kaiserlich russischen Armee ein. Im Jahr 1793 war er Kapitän Finnländischen Jäger-Bataillon. Er nahm 1794 an den Kämpfen in Litauen teil. Er stand von 1797 bis 1802 bei der Garnison von Kronstadt und seit 1802 im Litauischen Musketier-Regiment. Nachdem er 1804 zum Oberstleutnant avanciert war, zeichnete er sich im Vierten Koalitionskrieg bei Preußisch Eylau aus, wofür er mit dem St.-Wladimir-Orden IV. Klasse geehrt wurde. Zum Ende des Krieges war er zum Oberst aufgestiegen und Kommandeur des Regiments. Er nahm 1808 am Finnlandkrieg teil und erhielt den goldenen Ehrendegen. 1810 wurde er Chef seines inzwischen umbenannten 33. Jäger-Regiment. Von 1811 bis 1815 war er Kommandeur einer Jägerbrigade, zusammengesetzt aus dem 1. und 33. Jäger-Regiment. Auch während des Russlandfeldzuges und in den Befreiungskriegen konnte er sich auszeichnen. Für seinen Einsatz bei Malojaroslawez erhielt er seine Beförderung zum Generalmajor und für den bei Wjasma den St.-Georgs-Orden IV. Klasse sowie für die Einnahme von Paris den St.-Georgs-Orden III. Klasse. Von 1815 bis 1825 war er Kommandeur des Pawlow-Garde-Regiments, seit 1819 zugleich Kommandeur der 2. Brigade der 2. Garde-Infanterie-Division. Alexander I. beurlaubte ihn 1825 und kommandierte ihn zur Suite. Bistram hat im Jahr 1826 seine Beförderung zum Generalleutnant erhalten.
Der preußische Major im Grenadier-Garde-Bataillon Otto Heinrich von Bistram erhielt am 11. Dezember 1793 den Orden Pour le Mérite für seinen Einsatz vor Kaiserslautern. Dieser wird im Familieneintrag im Genealogischen Handbuch der estländischen Ritterschaft mit Adam Otto Wilhelm von Bistram gleichgesetzt oder verwechselt. Weiterhin war Adam von Bistram Inhaber des St.-Annen-Orden I. Klasse, des von Paul I. gestifteten Orden des Heiligen Johannes von Jerusalem, des St.-Wladimir-Ordens III. Klasse, sowie Ritter II. Klasse des Schwertordens.